# Augustin Katumba Mulumbwe
Augustin Katumba Mulumbwe, né le 25 décembre 1984 à Kilwa, dans la province du Haut-Katanga, est un homme politique et haut fonctionnaire congolais. 
Il est membre du parti politique Ensemble pour la République, dirigé par l'ancien gouverneur Moïse Katumbi. Au sein de ce parti, il occupe le poste de président fédéral dans le territoire de Pweto. Augustin Katumba Mulumbwe est élu député national et provincial dans le territoire de Pweto, plus précisément dans la première circonscription de Pweto. Il remporte cette élection avec un total de 11 644 voix, lui permettant ainsi d'obtenir l'un des deux sièges à l'Assemblée nationale et l'un des trois sièges disponibles au niveau provincial dans cette circonscription. En plus de sa carrière politique, Augustin Katumba Mulumbwe est également le président national de la fondation Augustin Katumba Mwanke.